# Comuna de Chłopice
Chłopice (polaco: Gmina Chłopice) é uma gminy (comuna) na Polónia, na voivodia de Subcarpácia e no condado de Jarosławski. A sede do condado é a cidade de Chłopice.
De acordo com os censos de 2004, a comuna tem 5624 habitantes, com uma densidade 114,5 hab/km².

## Área
Estende-se por uma área de 49,11 km², incluindo:
- área agricola: 90%
- área florestal: 3%

## Demografia
Dados de 30 de Junho 2004:
|                      | Total   | Total | Mulheres | Mulheres | Homens  | Homens |
| -------------------- | ------- | ----- | -------- | -------- | ------- | ------ |
|                      | pessoas | %     | pessoas  | %        | pessoas | %      |
| População            | 5624    | 100   | 2842     | 50,5     | 2782    | 49,5   |
| Densidade (pop./km²) | 114,5   | 100   | 57,9     | 57,9     | 56,6    | 56,6   |

De acordo com dados de 2002, o rendimento médio per capita ascendia a 1476,27 zł.

## Subdivisões
- Boratyn, Chłopice, Dobkowice, Jankowice, Lutków, Łowce, Zamiechów.

## Comunas vizinhas
- Jarosław, Orły, Radymno, Rokietnica, Roźwienica